# Commanderie de Great Wilbraham
Pour les articles homonymes, voir Great Wilbraham et Wilbraham.
La commanderie de Great Wilbraham est située dans le Cambridgeshire (plus précisément dans les villages voisins de Great and Little Wilbraham). A Little Wilbraham, au lieu-dit Temple End, un manoir élisabéthain se dresse sur le site de l'ancienne commanderie.
Avant que le terrain n'appartienne aux Templiers, il était la propriété des moines d'Ely.

## Historique
La plus grande partie de l'église de la commanderie, consacrée à Saint Nicolas, date de 1226 - époque à laquelle la commanderie a été installée là par les Templiers. Elle est située plus au nord.Le manoir avait été donné à Alan Martel qui était alors maître de la province d'Angleterre. Les vestiges templiers sont une sépulture cachée sous la tour et une croix templière à l'extérieur du mur septentrional.
À la suite de la dissolution de l'ordre du Temple, la possession de la commanderie passa à la royauté en 1309, puis aux mains des Chevaliers de l'ordre de Saint-Jean de Jérusalem, de 1312 à 1350 environ.